# Beffroi (Salers)

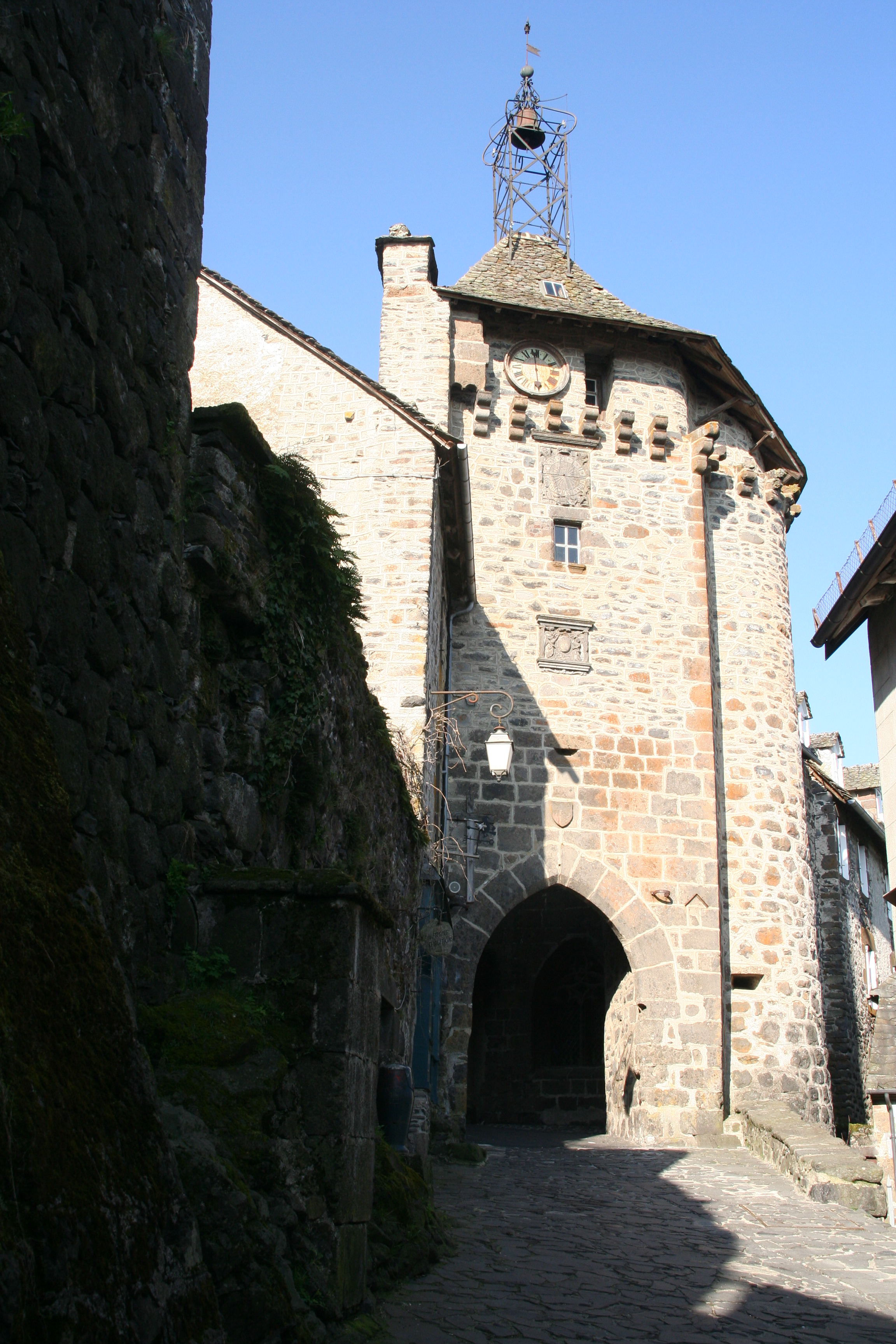
Beffroi in Salers, Feldseite

Der Beffroi (deutsch Belfried) in Salers, einer französischen Gemeinde im Département Cantal in der Region Auvergne-Rhône-Alpes, wurde im 15. Jahrhundert errichtet. Das Stadttor steht seit 1929 als Monument historique auf der Liste der Baudenkmäler in Frankreich.
Im Jahr 1428 erlaubte König Karl VII. den Bewohnern von Salers, die Stadt zu befestigen. Neben dem Beffroi existiert heute noch die Porte de la Martille, zwei weitere Stadttore wurden abgerissen.
Möglicherweise wurde der Beffroi auf den Fundamenten eines Bauwerks aus dem 14. Jahrhundert errichtet.
An den Turm auf rechteckigem Grundriss ist seitlich ein runder Treppenturm angebaut. Ein spitzbogiger Durchgang wird von einem Tonnengewölbe überspannt, der ursprünglich durch Holztore geschlossen wurde. An der Fassade sind noch Reste von Maschikuli vorhanden. Der Beffroi wird von einem Dach mit offenem Glockenstuhl aus Eisen abgeschlossen.